# ベルラド放射能安全研究所
ベルラド放射能安全研究所（ベルラドほうしゃのうあんぜんけんきゅうしょ、英語名 The Institute of Radiation Safety "BELRAD"）は、ベラルーシの首都ミンスクにある民間の研究機関。ベルラド研究所ともよばれる。

## 概要
ベラルーシ科学アカデミー（be:Нацыянальная акадэмія навук Беларусі）の核エネルギー研究所の所長で物理学者のワシリー・ネステレンコは、1986年のチェルノブイリ原子力発電所事故後、放射能汚染地域に検査センターを370箇所設け、放射線防護教育を始めた。このセンターは国のチェルノブイリ委員会から資金を得ていたが、保健省、国際原子力機関、世界保健機構などの圧力で多くは閉鎖されていった。ネステレンコは国の補助をあきらめて、民間の研究機関をつくる活動を始め、仲間とともにアンドレイ・サハロフの協力のもとで1990年にベルラド研究所を設立した。
ベルラドは、フランス、アイルランド、ドイツ、オーストリア、イタリア、スペイン、ノルウェー、イギリスの非政府組織に頼み、ウクライナ製のホールボディカウンターを7台入手。マイクロバスに載せて汚染地域を巡回し、1991年以来35万件の食品と19万人の子どもの放射能を測定した。
1996年、ネステレンコと国立ゴメリ医学研究所教授のバンダジェフスキーは、低レベルのセシウム137でも生体に損傷を与えることを示し、それまで無視されてきた放射線発病の予防法の研究を始めた。ネステレンコは、セシウム137を吸着するリンゴ由来のペクチンを服用すると、1か月で子供の体内放射能が急減することを確かめ、現地で多く収穫されるリンゴを原料にペクチン剤「ビタペクト」を開発。西側の非政府組織の資金援助によりベラルーシの7万人以上の子どもにベルラド製のペクチン製剤を与えた。
保健省が以前に検査した45の村の子どもの放射能を測定したネステレンコは、政府発表の汚染度は1/6から1/8に低くされていると1999年4月に発表し、バンダジェフスキーはルカシェンコ大統領に報告書を送り、チェルノブイリ事故による健康被害の研究で国は160億ルーブルを無駄にしていると指摘した。ところが大統領の命令で彼は7月13日に逮捕投獄された。2000年、保健省は医師でないものが医療活動をしているとの理由によりベルラドの体内放射能測定を禁止した。ネステレンコは承服せず抗告し、測定は医療行為でなく物理的行為であるとの裁定を得た。
オーストリア、ドイツ、イングランド、アイルランド、スイス、イタリア、ベルギー、ノルウェー、アメリカ、日本の非政府組織と協力し、現地の子供を国外保養させて、体内の放射性物質を減らし健康状態の回復を図る取り組みも行なっている。
2003年、副所長のウラジーミル・バベンコ（Владимир　Бабенко）は、汚染環境の中での生活を余儀なくされているベラルーシの一般の人々向けの著書Как защитить себя и своего ребёнка от радиации…Пособие для родителей(『自分と子どもを放射能から守るには…親のための手引き』）を出版。同書は、2011年に外国語版として初めて日本語訳が刊行されている。